# Gobiesox maeandricus
Gobiesox maeandricus är en fiskart som först beskrevs av Girard, 1858.  Gobiesox maeandricus ingår i släktet Gobiesox och familjen dubbelsugarfiskar. Inga underarter finns listade i Catalogue of Life.